# 수그드 역사 박물관

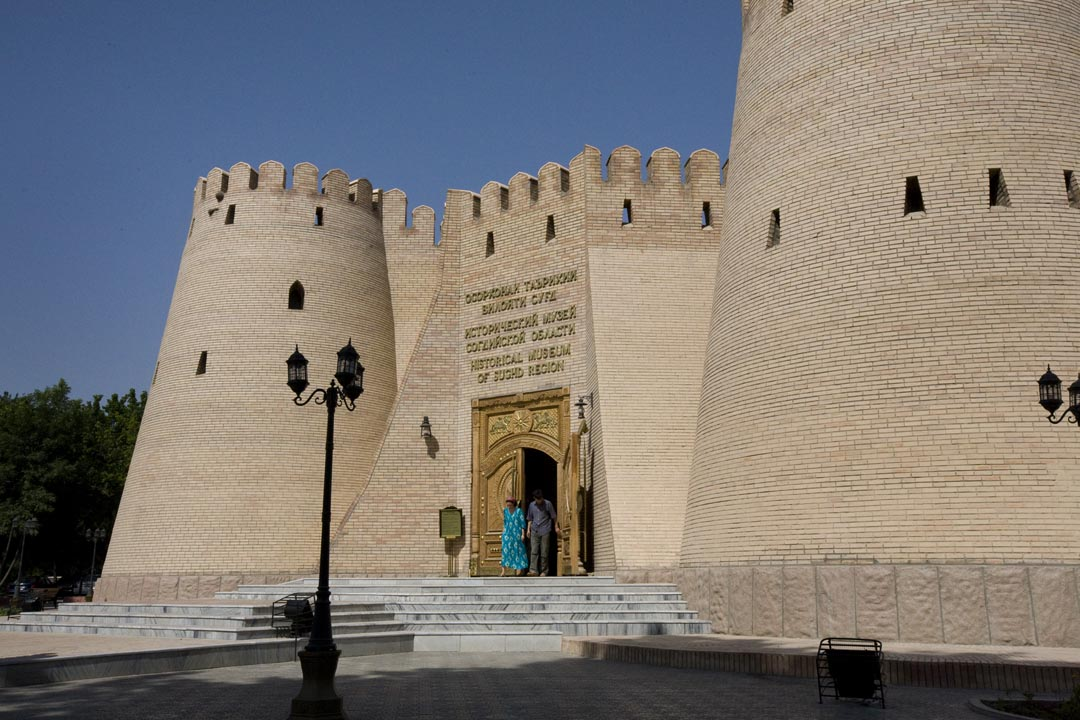
수그드 역사 박물관

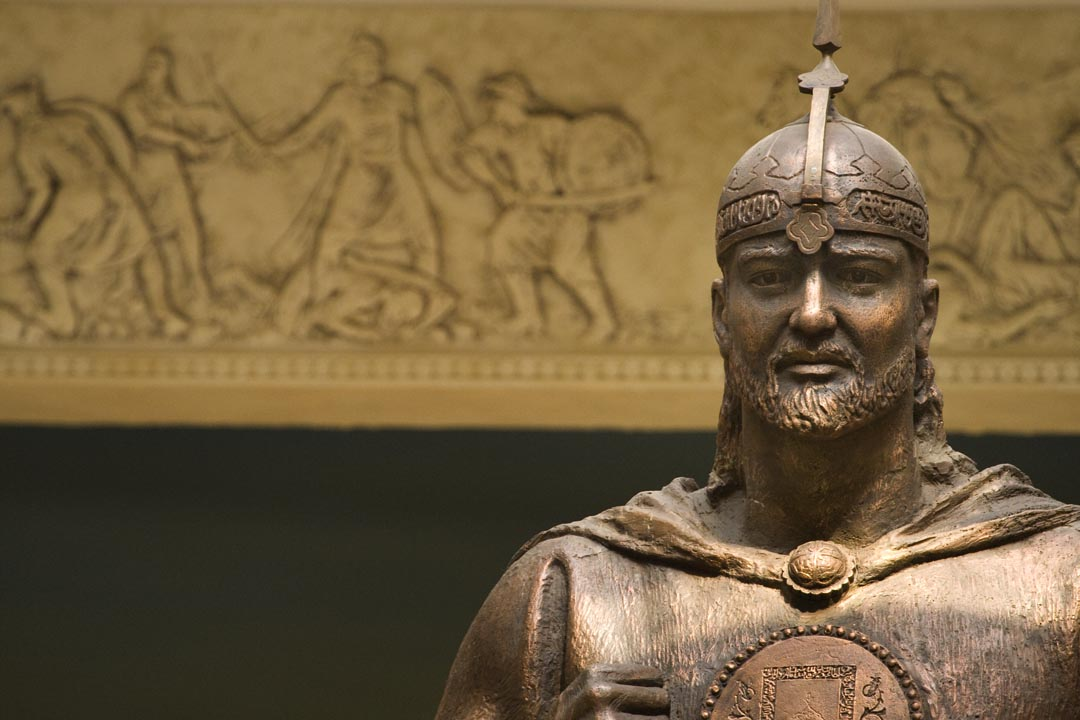
티무르 말리크 조각상

수그드 역사 박물관(타지크어: Осорхонаи таърихии вилояти Суғд)은 타지키스탄 제2도시이자 수그드주 주도인 후잔트에 있는 박물관이다. 수그드 역사 박물관은 1999년 구시가지 남동쪽에 재건된 후잔트 요새 내에 세워졌다. 해당 도시 북쪽에는 관광객들이 거닐거나 곤돌라를 탈 수 있는 시르다리야강이 있다.
수그드 역사 박물관에는 희귀한 타지크족 수제 양탄자, 타지크족 자수 제품, 의상을 포함해 수그드 지역의 역사와 관련된 다양한 유물 및 전시물들이 있다. 이외에도 선사시대 관련 디오라마, 본국에서 가장 멀리 떨어진 도시를 인근에 세운 알렉산더 대왕의 삶을 묘사하는 현대 대리석 모자이크, 1219년에서 1220년 사이 몽골의 침입에 대항했던 것으로 잘 알려진 티무르 말리크의 조각상을 볼 수 있다.